# Maze Runner: A Cura Mortal
Maze Runner: The Death Cure (bra/prt: Maze Runner: A Cura Mortal) é um filme estadunidense de 2018, dos gêneros ação, suspense e ficção científica, dirigido por Wes Ball, com roteiro de T.S. Nowlin baseado no romance The Death Cure, de James Dashner.
Produzida pela Gotham Group, Temple Hill Entertainment e Oddball Entertainment e distribuído pela 20th Century Studios, esta sequência de Maze Runner: The Scorch Trials, de 2015, é a terceira e última parcela da trilogia Maze Runner.

## Elenco
- Dylan O'Brien como Thomas
- Kaya Scodelario como Teresa Agnes
- Thomas Brodie-Sangster como Newt
- Dexter Darden como Caçarola
- Nathalie Emmanuel como Harriet
- Giancarlo Esposito como Jorge
- Aidan Gillen como Janson
- Ki Hong Lee como Minho
- Jacob Lofland como Aris Jones
- Barry Pepper como Vince
- Will Poulter como Gally
- Rosa Salazar como Brenda
- Patricia Clarkson como Ava Paige
- Claudio Encarnacion Montero como Trevor
- Katherine McNamara como Sonya

## Sinopse
Opondo-se à vontade de Vince e George, que planejam fugir logo e reerguer a sociedade bem longe, Thomas vai resgatar seu amigo Minho, preso nos laboratórios da CRUEL.

## Produção

### Desenvolvimento
Após o sucesso do último filme do Maze Runner, a 20th Century Studios confirmou que haverá uma próxima sequência de Maze Runner, chamada Maze Runner: A Cura Mortal, e que o roteirista será T.S. Nowlin.
Em outubro de 2014, Wes Ball foi anunciado como Diretor de Maze Runner: A Cura Mortal que já estava em desenvolvimento, e que o filme não teria duas partes, e que A Cura Mortal, seria o último da franquia.
Em maio de 2016, A 20th Century Studios anunciou o adiamento da sequência do próximo filme de Maze Runner que estava previsto anteriormente para estrear em 2017, para 12 de janeiro de 2018 após o acidente de Dylan O'Brien no set de gravações de A Cura Mortal que causou o adiamento nas filmagens.

### Filmagens
As filmagens tiveram início em 14 de março de 2016 em Vancouver, na Colúmbia Britânica, no Canadá. Poucos dias depois, o protagonista da produção, Dylan O'Brien, sofreu um acidente no set de filmagens. A data inicial trabalhada pela 20th Century Studios para a estreia era de 17 de fevereiro de 2017. Após o acidente, o estúdio se viu forçado a adiar o lançamento para a total recuperação dos graves ferimentos sofridos pelo ator. A produção foi oficialmente paralisada por tempo indeterminado em 29 de abril de 2016. Em agosto de 2016, foi anunciado pelo site Deadline que as filmagens de Maze Runner: A Cura Mortal seriam reiniciadas em fevereiro de 2017.

## Recepção
A pré-estreia de Maze Runner: The Death Cure ocorreu no dia 11 de janeiro de 2018 em Seoul, na Coreia do Sul. No Brasil e em Portugal, estreou em 25 de janeiro de 2018. Foi lançado nos Estados Unidos no dia 26 de janeiro de 2018 nos formatos convencional e IMAX. Recebeu críticas mistas por parte da imprensa especializada. The Death Cure foi melhor recebido pelo público do que o filme anterior. No site agregador Rotten Tomatoes, obteve 42% de aprovação entre os revisores, contra 48% de Maze Runner: The Scorch Trials. Arrecadou mais de US$ 284 milhões mundialmente, sendo o filme de menor bilheteria da trilogia. No mercado doméstica, Estados Unidos e Canadá, contabilizou US$ 58 milhões, também o colocando como a menor receita da franquia Maze Runner.